# Thiago Heleno
Thiago Heleno (* 17. September 1988; vollständiger Name: Thiago Heleno Henrique Ferreira) ist ein brasilianischer Fußballspieler auf der Position eines Abwehrspielers, der zuletzt bei Athletico Paranaense unter Vertrag stand.
Thiago Heleno war U-16-Nationalspieler Brasiliens. Für die U-20-Nationalmannschaft absolvierte er sechs Spiele.

## Erfolge
Cruzeiro
- Staatsmeisterschaft von Minas Gerais: 2006, 2008, 2009

Palmeiras
- Copa do Brasil: 2012

Athletico Paranaense
- Staatsmeisterschaft von Paraná: 2016, 2018, 2019, 2020, 2023, 2024
- Copa Sudamericana: 2018, 2021
- Copa do Brasil: 2019

Nationalmannschaft
Brasilien U-17
- U-17-Fußball-Südamerikameisterschaft: 2005

Brasilien U-20
- U-20-Fußball-Südamerikameisterschaft: 2007

## Auszeichnungen
Thiago Heleno wurde zu einem der beiden besten Innenverteidiger des brasilianischen Bundesstaats Minas Gerais im Jahr 2008 gewählt.